# La Tribu arc-en-ciel
Pour plus de détails, voir Fiche technique et Distribution.
La Tribu arc-en-ciel (The Rainbow Tribe) est un film américain sorti en 2010 et réalisé par Christopher R. Watson.

## Synopsis
Morgan Roberts atteint d'un cancer revient sur les lieux de son enfance : le camp où il passait toutes ses vacances d'été pour tenter de retrouver un peu de sa jeunesse. Il y retrouve son meilleur ami et accepte de prendre sous sa responsabilité un groupe de petites fripouilles âgées de 10 ans et débordant d'énergie ! Les six enfants vont lui en faire voir de toutes les couleurs avec leurs bêtises, complots et manigances de toutes sortes .

## Fiche technique
- Titre : La Tribu arc-en-ciel (The Rainbow Tribe)
- Réalisation : Christopher R. Watson
- Écriture : Daniel S. Frisch
- Production : Daniel S. Frisch (producteur) ; Gary Hellerstein (coproducteur); David Lanham (producteur associé) ; Michelle LeDoux (producteur superviseur) ; John Naveira (coproducteur) ; Sarote Tabcum Jr. (coproducteur) ; Philip Waley (producteur) ; Ryan Westheimer  (producteur)
- Montage : Marshall Lee
- Photographie : Shane Daly
- Casting : Roe Baker
- Maquillage/coiffure : Jenna Garagiola ; Minnie Krishnan
- Direction artistique : Marcel Victor Prefontaine
- Chef décoration : Michael Levinson
- Assistant réalisation : Marcelo Chow ; Carolyn Golden ; Shelly Heyward ; Jessamyn Land ; Michelle LeDoux ; Jeff Overfield ; David Thienes
- Son :  Mick Davies (perchman) ; Seth A. Eubanks (mixeur) ; Mitch Gebhard (perchman) ; Devin Joseph (monteur dialogues) ; Daniel D. Monahan (mixeur production)
- Effets spéciaux :  Wayne Rose (coordinateur)
- Direction de production : Danelle Hand  (régisseur général)

## Distribution
- Harvey J. Alperin : Michael, Le docteur de Morgan
- Julie Ann Emery : Lauren
- Ed Quinn : Sunny
- David James Elliott : Morgan Roberts
- Grayson Russell : Calvin Murray
- Noah Munck : Ryan Tuker
- Max Burkholder : Boo
- Dennis Volochkov : Samson
- Aidan Gould : Josh
- Dalton O'Dell : Charles
- Rebecca Mader : Mrs. Murray
- Gabriel Mann : Mr . Murray
- Renée Taylor : Mme Crapple
- Stephen Tobolowsky : Le principal de l' école de Calvin
- Harrison Herron : Zachary
- Taylor Boggan : Buster
- Rocky Parker : La femme âgée
- Mark Bakunas : Chauffeur de bus
- Zak Boggan : Campeur
- Briana Burk : Auxiliaire médical
- Lizz Carter : Réceptionniste
- Bunny Gibson : Voisin
- J.D. Ironfield : Le camarade de classe de Calvin
- Gary Jones (IV) : Aide de camp
- Christopher Lanham : La victime au dîner
- Daryl Morris : Chauffeur
- Micah Munck : Le gosse dans le parc
- Taylor Munck : Le camarade de classe de Calvin
- Juting Tsang : L'infirmière
- Philip Waley : Auxiliaire médical
- Robert Keith Wyatt : Fred
- Ryan Scheidt : Le fauteur de troubles

## Diffusion
Ce film a été diffusé sur la chaîne de télévision française Gulli le 25 novembre 2011 en première partie de soirée.